# Abraxas nigrescens
Abraxas nigrescens är en fjärilsart som beskrevs av Hans-Joachim Hannemann 1919. Abraxas nigrescens ingår i släktet Abraxas och familjen mätare. Inga underarter finns listade i Catalogue of Life.